# 小行星978
小行星978（978 Aidamina）是一颗绕太阳运转的小行星，为主小行星带小行星。该小行星于1922年5月18日发现。
該小行星以發現者謝爾蓋·別利亞夫斯基家族的朋友阿依達·米娜耶芙娜（Aida Minaievna）命名。

## 轨道参数
小行星978的轨道半长轴为3.1928805 UA，离心率为0.237。